# 7039 Yamagata
A 7039 Yamagata (ideiglenes jelöléssel 1996 GO2) a Naprendszer kisbolygóövében található aszteroida. Tomimaru Okuni fedezte fel 1996. április 14-én.